# Schweiz' fodboldforbund
Schweiz' fodboldforbund (tysk: Schweizerischer Fussballverband, SFV, fransk: Association Suisse de Football, ASF, italiensk: Associazione Svizzera di Football, ASF, rætoromansk: Associaziun Svizra da Ballape) er Schweiz' nationale fodboldforbund og dermed det øverste ledelsesorgan for fodbold i landet. Det administrerer Schweiz' fodboldliga og landsholdet og har hovedsæde i Bern.
Forbundet blev grundlagt i 1895 og blev det første fodboldforbund udenfor Storbritannien. Det var medstifter af FIFA i 1904 og blev medlem af UEFA i 1954. FIFAs og UEFAs hovedkvarterer ligger i dag begge i schweiziske byer (Zürich og Nyon).

## Ekstern henvisning
- football.ch

| Fodbold | Spire Denne artikel om en fodboldorganisation er en spire som bør udbygges. Du er velkommen til at hjælpe Wikipedia ved at udvide den. |